# Magnolia clemensiorum
Magnolia clemensiorum este o specie de plante din genul Magnolia, familia Magnoliaceae, descrisă de James Edgar Dandy.
Este endemică în Vietnam. Conform Catalogue of Life specia Magnolia clemensiorum nu are subspecii cunoscute.